# لبنان في الألعاب الأولمبية الشتوية 1960
شاركت لبنان في دورة الألعاب الأولمبية الشتوية لعام 1960، والتي أقيمت في سكواو فالي في الولايات المتحدة الأمريكية خلال الفترة من 18 فبراير (شباط) 1960، وحتى 28 فبراير (شباط) 1960 بمُشاركة 665 رياضي من 30 دولة بينهم 521 لاعب في منافسات الرجال، و144 لاعبة في منافسات السيدات، وتنافسوا في 4 رياضات خلال 27 منافسة. كانت هذه هي المُشاركة الرابعة للبنان في بطولة الألعاب الأولمبية الشتوية منذ إنشائها، ولم تتمكّن لبنان خلال منافسات هذه النُسخة من البطولة من حصد أيّة ميداليات.

## الميداليات
لم يتمكّن لاعبو لبنان من حصد أية ميداليات خلال منافسات النُسخة الثامنة من بطولة دورة الألعاب الأولمبية الشتوية في عام 1960.

## اللاعبون المُشاركون
شاركت لبنان في منافسات النُسخة الثامنة من بطولة دورة الألعاب الأولمبية الشتوية عام 1960 بلاعبين فقط في رياضة التزلج على الجليد. ويوضح الجدول التالي أسماء اللاعبين المُشاركين من لبنان في تلك النُسخة من البطولة:
| اسم اللاعب المُشارك | اللعبة            |
| ------------------ | ----------------- |
| نزيه جعجع          | التزلج على الجليد |
| إبراهيم جعجع       | التزلج على الجليد |

## النتائج

### منافسات التزلج على الجليد
| رياضي        | حدث                 | سباق 1 | سباق 1 | سباق 2            | سباق 2 | إجمالي   | إجمالي |
| رياضي        | حدث                 | وقت    | مرتبة  | وقت               | مرتبة  | وقت      | مرتبة  |
| ------------ | ------------------- | ------ | ------ | ----------------- | ------ | -------- | ------ |
| نزيه جعجع    | سباق المنحدر        |        |        |                   |        | 3:00.3   | 59     |
| إبراهيم جعجع | سباق المنحدر        |        |        |                   |        | 2:39.2   | 56     |
| إبراهيم جعجع | سباق التعرج العملاق |        |        |                   |        | 2:29.1   | 57     |
| نزيه جعجع    | سباق التعرج العملاق |        |        |                   |        | 2:20.3   | 49     |
| نزيه جعجع    | تزلج متعرج          | 1:22.4 | 34     | لم يتأهل (1:16.8) | –      | لم يتأهل | –      |